# James Ransone
James Finley Ransone III (2 juni 1979, Baltimore (Maryland)) is een Amerikaans acteur.

## Biografie
Ransone werd geboren in Baltimore (Maryland) met een Italiaanse achtergrond. Hij heeft gestudeerd aan de Carver Center for Arts and Technology in Towson, hij had als hoofdvak theaterwetenschap maar veranderde dit in kunst en haalde in 1997 zijn diploma.

## Filmografie

### Films
Uitgezonderd korte films.
- 2023 V/H/S/85 - als Bobby
- 2021 Small Engine Repair - als PJ
- 2021 The Black Phone - als Max
- 2020 What We Found - als Steven
- 2019 It Chapter Two - als Eddie Kaspbrak
- 2019 Captive State - als Patrick Ellison
- 2018 Family Blood - als Christopher
- 2018 Write When You Get Work - als Steven Noble
- 2017 The Clapper - als Darth Guy
- 2017 Gemini - als Stan
- 2017 It Happened in L.A. - als Heath
- 2016 In a Valley of Violence - als Gilly
- 2015 Fun Size Horror: Volume Two - als Stu Mac 3
- 2015 Bloomin Mud Shuffle - als Lonnie
- 2015 The Timber - als Wyatt
- 2015 Tangerine - als Chester
- 2015 Mr. Right - als Vaughn
- 2015 Sinister 2 - als Ex-Deputy So-and-So
- 2014 Electric Slide - als Jan Phillips
- 2014 The Timber - als Wyatt
- 2014 Bloomin Mud Shuffle - als Lonnie
- 2014 Cymbeline - als Philario
- 2014 Kristy - als Scott
- 2014 This American Life: One Night Only at BAM - als David
- 2014 Electric Slide - als Jan Phillips
- 2013 Oldboy – als Dr. Tom Melby
- 2013 Empire State – als Agent Nugent
- 2013 Broken City – als Todd Lancaster
- 2012 Starlet – als Mikey
- 2012 Sinister – als hulpsheriff
- 2012 Red Hook Summer – als Kevin
- 2011 The Son of No One – als officier Thomas Prudenti
- 2011 The Lie – als Weasel
- 2010 The Next Three Days –als Harv
- 2009 The Perfect Age of Rock 'n' Roll – als Chip Genson
- 2008 Prom Night – als detective Nash
- 2006 Puccini for Beginners –als eenzame jongen in Bistro
- 2006 Inside Man – als Steve-O
- 2005 The Good Humor Man – als Junebug
- 2004 Malachance – als Mika
- 2004 Downtown: A Street Tale – als Billy
- 2004 A Dirty Shame – als Dingy Dave
- 2003 Nola – als Neo-Gothic jongen
- 2002 Ken Park – als Tate
- 2001 The American Astronaut – als Bodysuit

### Televisieseries
Uitgezonderd eenmalige gastrollen.
- 2020 SEAL Team - als Reiss Julian - 5 afl.
- 2020 50 States of Fright - als Sebastian Klepner - 2 afl.
- 2018 The First - als Nick Fletcher - 8 afl.
- 2017 - 2018 Mosaic - als Michael O'Connor - 7 afl.
- 2016 Bosch - als Eddie Arceneaux - 8 afl.
- 2012 Low Winter Sun – als Damon Callis - 10 afl.
- 2011 – 2012 Treme – als Nick – 10 afl.
- 2010 – 2011 How to Make it in America – als Tim – 7 afl.
- 2008 Generation Kill – als Josh Ray Person – 7 afl.
- 2003 The Wire – als Chester Sobotka – 12 afl.
- 2002 Third Watch – als Frankie – 2 afl.